# Andrzej Kobylański
Andrzej Kobylański  est un footballeur polonais né le 31 juillet 1970 à Ostrowiec Świętokrzyski. Il évoluait au poste d'attaquant.

## Biographie

### En club
Andrzej Kobylański joue en Pologne et en Allemagne. Il dispute 70 matchs en première division polonaise, marquant 16 buts, 107 matchs en deuxième division polonaise, inscrivant 16 buts, 88 matchs en première division allemande, marquant 8 buts, et 154 matchs en deuxième division allemande, marquant 37 buts.
Il réalise sa meilleure performance lors de la saison 1994-1995, où il inscrit 11 buts en deuxième division allemande avec le club de Hanovre 96.
Il participe aux compétitions européennes avec les clubs polonais du Widzew Łódź et du Wisła Płock. Il joue à cet effet quatre matchs en Ligue des champions, et quatre en Coupe de l'UEFA. Il inscrit son seul but en Coupe d'Europe le 30 juillet 1997, lors du premier tour de la Ligue des champions contre le Neftchi Bakou (victoire 8-0).

### En équipe nationale
Il participe aux Jeux olympiques d'été de 1992 avec la Pologne qui se classera deuxième du tournoi. Il joue trois matchs lors du tournoi olympique.
International polonais, il reçoit 6 sélections en équipe de Pologne entre 1992 et 1993.
Il joue son premier match en équipe nationale le 18 novembre 1992 contre la Lettonie en amical (victoire 1-0).
Son dernier match en équipe nationale a lieu le 13 avril 1993, contre la Finlande en amical (victoire 2-1).

## Carrière
- 1988-1989 :  KSZO Ostrowiec Świętokrzyski
- 1989-1993 :  Siarka Tarnobrzeg
- 1993 :  FC Cologne
- 1993-1994 :  Tennis Borussia Berlin
- 1994-1995 :  Hanovre 96
- 1995-1997 :  Waldhof Mannheim
- 1997-1998 :  Widzew Łódź
- 1998-2000 :  Hanovre 96
- 2000-2003 :  Energie Cottbus
- 2003-2004 :  Wisła Płock
- 2004-2005 :  Wuppertaler SV
- 2005-2007 :  SV Rot-Weiß Bad Muskau

## Palmarès
Avec la Pologne :
- Médaillé d'argent aux Jeux olympiques d'été de 1992.